# Malassezia furfur
Espèce
Malassezia furfur (Malassezia en référence à Louis-Charles Malassez et du latin furfur, "son"), parfois aussi appelé Pityrosporum ovale, est une levure à caractère lipophile, appartenant au groupe des Fungi imperfecti et faisant partie de la flore commensale naturelle des humains (présente chez pratiquement 100 % de la population). Cette espèce ainsi que d'autres du genre Malassezia sont également  commensales ou parasites d'autres mammifères (chiens notamment).

## Pathogène opportuniste parfois
Ce champignon microscopique (du groupe des charbons Ustilaginomycetes, qui sont des phytopathogènes) est un agent faiblement pathogène pour l'humain. 
Malassezia furfur est responsable d'environ 3 % des dermatoses telle que la dermite séborrhéique de l'adulte ou le pityriasis versicolor. Chez les personnes immunodéprimées, elle peut causer une folliculite et parfois l'onychomycose.